# تل القرامل
تل القرامل هو تل أثري يقع على بعد 25 كم شمال مدينة حلب وحوالي 65 كم جنوب جبال طوروس.